# Guarea penningtoniana
Guarea penningtoniana là một loài thực vật có hoa trong họ Meliaceae. Loài này được A.L.Pinheiro mô tả khoa học đầu tiên năm 1991.